# Гозлан, Ян
Ян Гозлан (фр. Yann Gozlan; род. 28 марта 1977, Обервилье) — французский кинорежиссёр и сценарист. Наиболее известен как режиссёр фильмов «Идеальный мужчина» (2015), «Чёрный ящик» (2021), «Видения» (2023) и «Дэллоуэй» (2025).

## Биография
Гозлан, сын отца-инженера и матери-медсестры, вырос в Обервилье.
Сняв экспериментальные фильмы на Super 8, Ян Гозлан отправился на поиски продюсера для своего первого короткометражного фильма Pellis. Фильм, завершённый в 2003 году, рассказывает о мире дерматологии и психосоматических расстройствах. Другая короткометражка, Écho, последовала в 2006 году, с Любной Азабаль в главной роли, играющей беременную женщину, страдающую от шума в ушах и мучающуюся от необъяснимых звуков в своей квартире, где она живёт затворницей. Фильм получил приз на фестивале Fantastic’Arts в Жерармере в 2007 году.
Гозлан был приглашен компанией Sombrero Films в качестве режиссёра своего дебютного полнометражного фильма «Клетка», фильма ужасов, действие которого разворачивается на фоне торговли человеческими органами. Главную роль в фильме исполнила Зоэ Феликс. Фильм вышел в прокат в октябре 2010 года. В том же году он получил две награды (за лучшую женскую роль и лучшую картину) на фестивале фильмов ужасов Screamfest в Лос-Анджелесе.
В 2015 году Гозлан продолжил сотрудничество со сценаристом Гийомом Леманом, начавшееся с фильма «Клетка», в фильме «Идеальный мужчина», триллере, посвященном спирали лжи и обмана. Фильм вышел в прокат в марте 2015 года, главную роль исполнил Пьер Нине.
В 2017 году, снова вместе с Гийомом Леманом, он написал сценарий и снял экшн-триллер Burn Out, основанный на нуар-романе Balancé dans les cordes Жереми Гюэза. Фильм, сочетающий гонки на мотоциклах Superbike с наркоторговлей в городе, вышел в прокат в январе 2018 года с Франсуа Сивилем в главной роли. В 2022 году вышел ремейк фильма Burn Out под названием Centauro, снятый испанским режиссёром Даниэлем Кальпарсоро.
Помимо продюсирования, Ян Гозлан вместе со своим другом Томасом Крюйтхофом написал сценарий фильма Механика теней, вышедшего в прокат в январе 2017 года, с Франсуа Клюзе в главной роли. В том же году вместе с продюсером Вассимом Бежи он был приглашён в фильм Романа Полански «Основано на реальных событиях». Экранизация одноимённого романа Дельфин де Виган, фильм вышел в прокат в ноябре 2017 года. Гозлан выступил в качестве ассоциированного продюсера фильма.
В 2021 году Гозлан снял мистический триллер «Чёрный ящик». В фильме Пьер Нине играет роль акустика Бюро по расследованию и анализу безопасности гражданской авиации, которому поручают расследовать загадочную авиакатастрофу. Фильм вышел на экраны в сентябре 2021 года. Гозлан написал сценарий в соавторстве с Симоном Мутайру и Николя Буве-Левраром. Трио получило номинацию за лучший оригинальный сценарий на 47-й церемонии вручения премии «Сезар». Фильм имел большой успех во Франции.
Пятый фильм Гозлана, «Видения», — психологический триллер с Дианой Крюгер и Матьё Кассовицем в главных ролях. Действие фильма происходит на юге Франции, Крюгер играет роль Эстель, капитана авиакомпании, счастливо замужем за врачом, которого играет Кассовиц. После случайной встречи со своим бывшим Аном Эстель заводит роман. У Эстель появляются повторяющиеся видения, кошмары и галлюцинации, которые усиливаются, когда Ана таинственно исчезает. Фильм вышел в прокат в сентябре 2023 года.
Съёмки предстоящего шестого фильма Гозлана «Дэллоуэй» завершились в августе 2024 года. Гозлан написал сценарий в соавторстве с Николя Буве-Левраром и Томасом Крюйтхофом по мотивам романа Татьяны де Ронэ «Цветы тьмы» (Les Fleurs de l’ombre), вышедшего в 2020 году. В фильме Сесиль де Франс играет роль писательницы, которой помогает система искусственного интеллекта во время написания её нового романа. В марте 2024 года, было объявлено, что Гозлан объединится с Пьером Нине для работы над фильмом «Гуру».

## Фильмография
| Год  | Русское название              | Оригинальное название   | Режиссёр | Сценарист | Прим.                |
| ---- | ----------------------------- | ----------------------- | -------- | --------- | -------------------- |
| 2004 |                               | Pellis                  | Да       | Да        | Короткометражный     |
| 2006 |                               | Écho                    | Да       | Да        | Короткометражный     |
| 2010 |                               | Caged                   | Да       | Да        |                      |
| 2015 | Идеальный мужчина             | A Perfect Man           | Да       | Да        |                      |
| 2016 |                               | La Mécanique de l’ombre | Нет      | Да        |                      |
| 2017 | Основано на реальных событиях | Based on a True Story   | Нет      | Нет       | Ассоцииров. продюсер |
| 2017 |                               | Burn Out                | Да       | Да        |                      |
| 2021 | Чёрный ящик                   | Black Box               | Да       | Да        |                      |
| 2023 | Видения                       | Visions                 | Да       | Да        |                      |
| 2025 | Дэллоуэй                      | The Residence           | Да       | Да        |                      |
| 2026 | Гуру                          | Guru                    | Да       | Да        |                      |